# 幸福の場所
『幸福の場所 〜LE SOLEIL DANS LE CCEUR〜』（しあわせのありか 〜ル・ソレイユ・ダンズ・ククール）は、谷村有美の8枚目のオリジナル・アルバム。1994年12月1日にSony Recordsから発売された。

## 概要
- 前作『愛する人へ〜A MON COEUR〜』から1年3ヶ月ぶり。
- 1994年11月21日、MDが先行発売。
- 編曲に小林信吾が初参加。大半の曲は清水信之の手による。佐藤準は前作から続いて参加。
- 先行シングル「あしたの私に会いたくて」収録。
- 「恋に落ちた」は翌年発売シングル「信じるものに救われる」のカップリングとしてリカット。
- 初回盤のみ、デジパック仕様。

## 収録曲
| 全作詞・作曲: 谷村有美。 |                                                                        |           |            |          |      |
| #                        | タイトル                                                               | 作詞      | 作曲・編曲 | 編曲     | 時間 |
| 1.                       | 「甘いWAVE」                                                           | 谷村有美  | 谷村有美   | 清水信之 | 4:34 |
| 2.                       | 「彼女のフィアンセ」(シングル「今夜あなたにフラれたい」カップリング曲) | 谷村有美  | 谷村有美   | 清水信之 | 5:08 |
| 3.                       | 「恋に落ちた」(シングル「信じるものに救われる」カップリング曲)         | 谷村有美  | 谷村有美   | 清水信之 | 5:33 |
| 4.                       | 「あしたの私に会いたくて」                                             | 谷村有美  | 谷村有美   | 清水信之 | 4:53 |
| 5.                       | 「雪の扉」                                                             | 谷村有美  | 谷村有美   | 清水信之 | 5:31 |
| 6.                       | 「あなたに愛を」(シングル「あしたの私に会いたくて」カップリング曲)     | 谷村有美  | 谷村有美   | 清水信之 | 4:17 |
| 7.                       | 「瞬きの数ほどの偶然」                                                 | 谷村有美  | 谷村有美   | 佐藤準   | 4:22 |
| 8.                       | 「はじめの一歩」                                                       | 谷村有美  | 谷村有美   | 清水信之 | 5:12 |
| 9.                       | 「午前0時のオアシス」                                                  | 谷村有美  | 谷村有美   | 小林信吾 | 5:09 |
| 10.                      | 「ずっと忘れない」                                                     | 谷村有美  | 谷村有美   | 小林信吾 | 2:59 |
| 合計時間:                | 合計時間:                                                              | 合計時間: | 47:38      |          |      |

## 参加ミュージシャン
| 甘いWAVE - Drums,E.Bass,Guitars,Keyboards,Percussions：清水信之 - Fairlight Operator：田端元 - Background Vocals＆Chorus：谷村有美 彼女のフィアンセ - Drums,E.Bass,Guitars,Keyboards,Percussions：清水信之 - Fairlight Operator：田端元 - Background Vocals＆Chorus：谷村有美 恋に落ちた - Drums,E.Bass,Guitars,Keyboards,Percussions：清水信之 - Fairlight Operator：田端元 - Side Vocal：谷村有美 あしたに私に会いたくて - Drums,E.Bass,Guitars,Keyboards,Percussions：清水信之 - Fairlight Operator：田端元 - Sax：平原まこと - Trumpet：数原晋 - Background Vocals＆Chorus：谷村有美 雪の扉 - Drums,E.Bass,Guitars,Keyboards,Percussions：清水信之 - Fairlight Operator：田端元 - Sax：竹上良成 - Background Vocals＆Chorus：谷村有美 | あなたに愛を - Brazilian Batucada：清水信之 - Fairlight Operator：田端元 瞬きの数ほどの偶然 - Keyboards：佐藤準・中西康晴 - Operator：鈴木直樹 - Drums：島村英二 - E.Bass：岡沢章 - Guitars：斉藤英夫 - Background Vocals＆Chorus：谷村有美 はじめの一歩 - Synthesizer Programming,E.Bass,Guitars＆Groove：清水信之 - Fairlight Operator：田端元 - Background Vocals＆Chorus：谷村有美 午前0時のオアシス - Drums：青山純 - E.Bass：美久月千晴 - Guitars：梶原順 - Keyboards：小林信吾 - Sax：山本拓夫・小池修 - Trumpet：小林正弘・林研一郎 - Trombone：清岡太郎 - Operator：浦田恵司 - Background Vocals＆Chorus：谷村有美 ずっと忘れない - Keyboards：小林信吾 - Operator：浦田恵司 |